# Frontbann

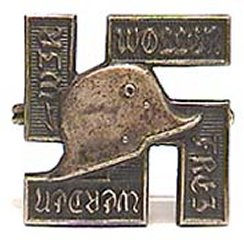
Frontbann-Abzeichen, getragen bis 1934, auf dem Hakenkreuz hinter dem Stahlhelm der Wahlspruch „Wir wollen frei werden“

Der Frontbann war eine paramilitärische Organisation in der Zeit der Weimarer Republik. Die Organisation, die im August 1924 gegründet wurde und bis ins Jahr 1926 hinein bestand, war eine Auffangorganisation für verschiedene rechtsextreme Wehrverbände in der Weimarer Republik, die nach dem fehlgeschlagenen Hitlerputsch verboten worden waren.

## Geschichte der Organisation

### Entstehung und Aufbau der Organisation
Schöpfer des Frontbanns war der ehemalige bayerische Berufsoffizier Ernst Röhm, der eine führende Rolle bei dem gescheiterten Hitler-Putsch von 1923 gespielt hatte.
Röhm war im Frühjahr 1924 bestrebt, einen Ersatz für die paramilitärischen Organisationen der völkischen Rechten, namentlich die Sturmabteilung (SA) sowie der von ihm selbst 1923 geführte Bund Reichskriegsflagge, zu schaffen, der nach dem Hitlerputsch im November 1923 von der bayerischen Regierung verboten worden war.
Nach organisatorischen Vorbereitungen ab Mai 1924 wurde am 16. August 1924 der Völkische Frontkampfbund Frontbann gegründet und in Berlin ins Vereinsregister eingetragen. Am 25. August 1924 wurde der Name des Vereins notariell in „Frontbann“ geändert. Röhm behauptete später in seinen 1927 erschienenen Memoiren, dass der Name „Frontbann“ als Bezeichnung für den neuen Verband ihm am 31. Mai 1924 während einer Fahrt nach Landsberg eingefallen sei.
Am 29. August 1924 erschien im Völkischen Kurier ein Aufruf zum Eintritt in den Frontbann. Im September des Jahres 1924 soll der Frontbann bereits über 30.000 Mitglieder verfügt haben. Die Mitgliedschaft bestand zu einem großen Teil aus ehemaligen Angehörigen der SA, die die Organisation als Tarnverband benutzten um halbwegs geschlossen politisch zu „überwintern“, bis die seit 1923 verbotene NSDAP und SA wieder in der Öffentlichkeit wirken dürften.
Der Gründungsaufruf des Frontbanns nannte als Zweck der Organisation die „Erhaltung des Wehrgedankens“ und die „innere Säuberung Deutschlands“ von „Verbrechern und Landesverrätern“. Die Führer des Frontbanns erstrebten als Fernziel den Aufbau einer genügend großen Organisation, um eines Tages mit militärischer Gewalt einen Umsturz in Deutschland herbeizuführen und eine nationale Diktatur zu errichten. Sie wollten also erneut, wie 1920 mit dem Kapp-Putsch und 1923 mit dem Hitler-Putsch, in der Zukunft versuchen, die Macht im Staat an sich zu reißen, mit dem Frontbann als Instrument für die erfolgreiche Führung des gewaltsamen Machtkampfes.
Der Aufbau und die Gliederung des Frontbanns wurden von Ernst Röhm bestimmt. Röhm ließ sich bei der Ausgestaltung der Struktur des Verbandes – wie er es bereits bei der Organisation des Verbandes Reichskriegsflagge (1922/1923) getan hatte und auch später bei der von ihm vorgenommenen Reorganisierung der SA (1931) tun sollte – von militärischen Vorbildern und Grundsätzen leiten. Als Führungsorgan der Organisation richtete Röhm ein Oberkommando in seiner Heimatstadt München ein, zunächst unter seiner Leitung. Dem Oberkommando unterstanden vier Gruppenkommandos für Großgebiete in Deutschland und Österreich: das Gruppenkommando Nord in Berlin, Mitte in Halle, Süd in München und Ost in Salzburg. Darunter gab es Landeskommandos, Abschnittskommandos, Bezirkskommandos und örtliche Kommandos. Zu Tarnzwecken wurden in der Öffentlichkeit jedoch die weniger martialischen Bezeichnungen „Oberleitung“, „Gruppenleitung“, „Landesleitung“, „Kreisleitung“, „Bezirksleitung“ und „Ortsgruppe“ gebraucht.
In der Praxis waren die regionalen Sektionen des Frontbanns zumeist weitgehend selbstständig.
Neben der Orientierung des Frontbanns an militärischen ließ Röhm auch umfangreiche Ausbildungs- und Dienstvorschriften ausarbeiten, die den Tagesbetrieb der Organisation regelten. Zudem mussten neueintretende Mitglieder einen Fahneneid leisten.
Zu den angeschlossenen Organisationen gehörten unter anderem Altreichsflagge, Reichsadler, Deutschvölkischer Offiziersbund, Bildungsverein Luitpoldhain, Völkischer Wehrring Nürnberg, Frontkämpferbund Ostpreußen, die Jugendorganisation der Nationalsozialistischen Freiheitspartei sowie Teile der Sturmabteilung, des Freikorps Oberland, des Freikorps Roßbach und des Wehrwolfs.
Besonders Ludendorff trug sich mit der Idee, den Frontbann mit anderen Organisationen (wie einer noch zu gründenden „Frontjugend“) zu einem „Frontring“ zusammenzuführen, nach Ludendorffs Vorstellung als Dachorganisation der militaristisch-nationalistischen Soldatenverbände. Der Frontbann sollte in diesem Gefüge den einsatzbereiten Kern der Frontring-Organisation bilden.

### Betätigung der Organisation 1924/1925
Der Frontbann besorgte vor allem die militärische Ausbildung seiner Mitglieder, mit Schwerpunkt auf der Vermittlung militärischer Tugenden.
1925 unterstützte der Frontbann Erich Ludendorff im Wahlkampf zur Reichspräsidentenwahl 1925. Dabei waren Angehörige des Frontbanns auch in zahlreiche gewaltsame Auseinandersetzungen verwickelt, bei denen politische Gegner und Mitglieder der eigenen Organisation verletzt und sogar getötet wurden:
- Am 9. August 1925 erschoss der Kaufmann Schnapp den Frontbann-Angehörigen Werner Doelle (1909–1925), als er bei einer Demonstration für die Reichsverfassung von einer Gruppe von Frontbann-Männern angegriffen wurde und er nach dem Sprung auf das Trittbrett eines vorbeifahrenden Fahrzeuges einen Schuss in die ihn verfolgende Meute abgab.
- Am 13. September 1925 wurde in Sanitz (Mecklenburg) ein Reichsbannermann von einem Frontbannmitglied erschossen.

Ende 1924 wurde in Bayern ein Verfahren wegen Geheimbündelei gegen die Leitung des Frontbanns eingeleitet, das aber im September 1925 aufgrund der Hindenburg-Amnestie eingestellt wurde. Das Verfahren hatte jedoch zur Folge, dass die Gruppen- und Bezirkskommandos des Frontbanns von der Münchener Zentrale abgetrennt wurden.
Im Oktober 1925 wurden bei einer großangelegten Verhaftungsaktion der Führung des Frontbanns Nord in Berlin der Berliner Frontbannchef Paul Röhrbein sowie knapp ein Dutzend weitere führende Mitglieder der Organisation von der Polizei wegen des Verdachtes der Geheimbündelei in ihren Wohnungen festgehalten. Unter den Verhafteten waren spätere führende NS-Politiker und SA- bzw. SS-Führer wie Kurt Daluege und Karl Ernst sowie Funktionsträger der mittleren Führungsschicht des späteren NS-Apparates wie Paul Schiefelbein und Walter Jurk. Die Männer wurden nach einigen Tagen Haft im Berliner Hausvogtei-Gefängnis wieder freigelassen. Für Aufsehen sorgte der Umstand, dass die Polizei in der Wohnung des Berliner Frontbannchefs Röhrbein einen jungen Mann antraf, der dort übernachtet hatte, so dass Röhrbein auch wegen Verstoßes gegen § 175, der homosexuelle Betätigung zwischen Männern verbot, angezeigt wurde. Durch Berichte in der Presse wurde die Homosexualität Röhrbeins im Oktober 1925 öffentlich bekannt. Er übertrug die Führung der Berliner Organisation daher an Kurt Wetzel und zog sich vorerst aus der Öffentlichkeit zurück.

### Zerfall der Organisation
Im April 1925 war ein Richtungsstreit im Frontbann ausgebrochen, gegnerische Lager waren dabei einerseits das völkisch-nationalsozialistische um Ludendorff und andererseits eines um die Vereinigten Vaterländischen Verbände wie Stahlhelm, Bund Wiking und Olympia. Im Oktober des Jahres wurden zudem einige Führer des Frontbann-Nords wegen Geheimbündelei verhaftet.
Nach der Neugründung der NSDAP im Februar 1925 begann der Frontbann sehr rasch wieder zu zerfallen: Hitler hatte Röhm im März/April 1925 zum Führer der SA berufen. Die Führung des Frontbanns hatte Röhm zu dieser Zeit noch immer bzw. weiterhin in Personalunion inne. Bei einem Treffen zwischen Röhm und Hitler in Hitlers Münchener Wohnung am 16. April 1925 übergab Röhm Hitler ein von ihm verfasstes umfassendes Memorandum über den Frontbann. Seinem eigenen Bericht zufolge bot Röhm Hitler zu dieser Zeit an, den Frontbann mit der SA zu vereinigen. Er will dabei aber die alleinige Verantwortung für die durch diese Vereinigung entstandene neue Organisation beansprucht und gefordert haben, dass er allein der neuen Organisation gegenüber befehlsberechtigt sei. Nach Röhms Willen sollte der Frontbann als eine unabhängige paramilitärische Organisation innerhalb der nationalsozialistischen Bewegung existieren. Hitler lehnte Röhms Vorschlag ab und verlangte die völlige Unterordnung und Eingliederung des Frontbanns in das Gefüge der NSDAP und seine, Hitlers, alleinige Führung. Röhm schrieb Hitler daraufhin am 17. April und erneut (nachdem der erste Brief ohne Antwort blieb) am 30. April Briefe, in denen er von der Führung der SA zurücktrat. Am 1. Mai 1925 übergab Röhm der nationalsozialistischen Presse eine Erklärung, die besagte, dass er sowohl von der Führung des Frontbanns als auch der SA zurücktrete. Für Fragen betreffend der SA gab er bekannt, dass man sich an die Parteileitung der NSDAP in München und wegen Fragen zum Frontbann an den Grafen Helldorff wenden sollte. Röhm zog sich anschließend aus der politischen und paramilitärischen Arbeit bis zum Herbst 1930 zurück.
Nach Röhms Rückzug aus dem Frontbann übernahm Wolf-Heinrich Graf von Helldorff im Mai 1925 die Leitung der Organisation. Seine Tätigkeit bestand im Wesentlichen darin, ihre Abwicklung zu organisieren.
Letztmals erregte die Organisation im Frühjahr 1925 Aufsehen, als ruchbar wurde, dass der Frontbann und der Bund Oberland Vorbereitungen für einen bewaffneten Überfall auf das Memelgebiet und Danzig getroffen hatten. Aus diesen Organisationen rekrutierte Freischärlergruppen sollten, als Waldarbeiterkommandos getarnt, in die Nähe der Grenze gebracht werden und durch blitzartige Besetzung der Städte vollendete Tatsachen schaffen, um die Gebiete für das Deutsche Reich zurückzugewinnen. Die politische und militärische Führung Deutschlands nahm eine ablehnende Haltung zu diesem Vorhaben ein, da es aufgrund der internationalen Situation ungewiss war, wie die Westmächte auf eine solche Aktion reagieren würden.
Die Masse der Mitglieder schloss sich 1925 wieder der NSDAP und SA an. Graf Helldorff trat, nachdem er den Frontbann als Zentralverband abgewickelt hatte, mit zahlreichen mitteldeutschen Frontbanngruppen zur Organisation Wehrwolf über, mit der er schon während des Hitlerputsches im November 1923 kooperiert hatte. Andere Teile des Frontbanns schlossen sich dem im September 1925 von Ludendorff gegründeten Tannenbergbund an. Zu Beginn des Jahres 1926 wurden die letzten Gliederungen des Frontbanns aufgelöst bzw. in die SA überführt.

## Organisation
An der Spitze des Frontbanns stand als Beauftragter der Führung ein Kommandeur.
Dem Oberkommando des Frontbanns unterstanden die Gruppenkommandos als Führungsorgane der einzelnen regionalen Frontbann-Gruppen.
Den Gruppenkommandos unterstanden Landeskommandos und diesen wiederum Abschnittkommandos.
Den Abschnittkommandos waren Sturmtruppkommandeure und Bezirkskommandeure untersteht, wobei den letzteren örtliche Kommandeure unterstellt waren.
Die örtlichen Kommandos waren wiederum nach ihrer Stärke in Gruppen, Züge, Kompanien, Bataillone u. ä. gegliedert.

## Führer der Frontbann-Gruppen
- Gruppe Nord (Berlin) für Norddeutschland, Ostpreußen:
  - Kommandeur: Hauptmann a. D. Hans Peter von Heydebreck (später ersetzt durch Major Robert Holtzmann[5] und dann durch Hauptmann a. D. Paul Röhrbein)
  - Stabschef: Leutnant von Winterfeld
- Gruppe Mitte (Halle):
  - Kommandeur: Wolf-Heinrich von Helldorff
  - Stabschef: Leutnant a. D. Freiherr von Eberstein
- Gruppe Süd (München)
  - Kommandeur Oberstleutnant von Kapff
  - Stabschef: Rittmeister a. D. Hildolf Freiherr von Thüngen
- Gruppe Ost (Salzburg)
  - Kommandeur: Hauptmann Brosche (später ersetzt durch Ingenieur Planchel)
  - Stabschef (Wien): Hermann Reschny

## Bekannte Mitglieder
- Karl Belding
- Johann Adolf Paul Bohne (* 27. Dezember 1887 in Boyadel, Kreis Grünberg)
- Kurt Daluege
- Ludwig Dargel (* 18. Januar 1889 in Ziegenberg, Kreis Osterode)
- Werner Dölle (* 8. Oktober 1909; † 1925 auf dem Kurfürstendamm erschossen)
- Heinrich Julius Dörre (* 17. März 1902 in Schwarzenberg; † 26. September 1948 in Berlin)
- Karl Ernst
- Otto Gerecke (* 15. Februar 1892 in Halberstadt)
- Waldemar Geyer
- August Karl Ferdinand Hergott (* 12. Juni 1892)
- Walter Jurk
- Kurt Leopold Max Kinzel (* 24. Juli 1872 in Arnswalde, Neumark; † 12. November 1929 in Berlin)
- Gottlieb Rösner

## Archivarische Überlieferung
Im Staatsarchiv München hat sich eine von Ernst Röhm verfasste „Denkschrift über den Frontbann“ erhalten (STAW 14360).